# Harder, Better, Faster, Stronger
«Harder, Better, Faster, Stronger» es una canción house interpretada por el dúo francés Daft Punk, coescrita y producida por el propio dúo, e incluida en el 2001 en su segundo álbum de estudio, Discovery. Está basada en un sample de la canción «Cola Bottle Baby» de Edwin Birdsong.
Fue usada también en la película anime de Daft Punk, Interstella 5555. El videoclip oficial (al igual que en Interstella 5555) trata sobre una banda de extraterrestres secuestrados (la cual en el siguiente vídeo se hace llamar The Crescendolls) que son convertidos en humanos (visualmente hablando) mediante una serie de máquinas que modifican su aspecto físico y cambian sus memorias para olvidar su historia alienígena.
En toda la letra de esta canción solamente se encuentran estas palabras entremezcladas: Work It, Make It, Do It, Make Us, Harder, Better, Faster, Stronger, More Than, Hour, Our, Never, Ever, After, Work Is y Over.
Ha sido usada en todo tipo de contenido audiovisual, desde anuncios de los chips Centrino de Intel, la cafetera Nescafé Dolce Gusto, y el coche Audi A3, hasta la película The Hangover Part II. También ha sido usada en los avances tanto de Ralph Breaks the Internet, como de Dog Man.
El sencillo del artista Kanye West, «Stronger», contiene un sample de las vocales de esta canción, altamente modificado y editado. En el video musical también aparecen actores con los mismos trajes que usa el dúo en sus presentaciones. 

## Listado de canciones
| Vinyl, 12" |                                                            |          |  |
| N.º        | Título                                                     | Duración |  |
| 1.         | «Harder Better Faster Stronger» (Pete Heller's Stylus Mix) | 9:12     |  |
| 2.         | «Harder Better Faster Stronger» (Breakers Break Remix)     | 4:37     |  |
| 3.         | «Harder Better Faster Stronger» (The Neptunes Remix)       | 5:13     |  |
| 4.         | «Harder Better Faster Stronger» (Álbum Versión)            | 3:15     |  |
| 5.         | «Harder Better Faster Stronger» (Pete Heller's Deeper Dub) | 7:06     |  |

## Posicionamiento en listas
| Listas (2001-2002)                          | Mejor posición |
| ------------------------------------------- | -------------- |
| Bélgica (Flandes) (Ultratip Bubbling Under) | 8              |
| Bélgica (Valonia) (Ultratop 50)             | 38             |
| Estados Unidos (Hot Dance Club Songs)       | 3              |
| Francia (SNEP)                              | 17             |
| Irlanda (IRMA)                              | 38             |
| Reino Unido (UK Singles Chart)              | 25             |
| Reino Unido (UK Dance Chart)                | 3              |
| Suiza (Schweizer Hitparade)                 | 70             |

| Listas (2021)                               | Mejor posición |
| ------------------------------------------- | -------------- |
| Estados Unidos (Hot Dance/Electronic Songs) | 11             |
| Hungría (Single Top 40)                     | 37             |

## Harder, Better, Faster, Stronger (Alive 2007)
La versión en vivo fue grabada en Bercy, París el 14 de junio de 2007 y está incluida en su álbum en vivo llamado Alive 2007. Fue lanzado como sencillo el 15 de octubre de 2007, en formato digital.
También se usó en la gira Alive 2007, en los mixes Around The World/Harder, Better, Faster, Stronger y Face to Face/Short Circuit. El videoclip fue dirigido por Olivier Gondry.
Esta versión obtuvo el Premio Grammy a la mejor grabación dance en la 51.ª edición de los Premios Grammy.

### Listado de canciones
| CDr, sencillo, Promo |                                                           |          |  |
| N.º                  | Título                                                    | Duración |  |
| 1.                   | «Harder Better Faster Stronger (Alive 2007)» (Radio Edit) | 3:34     |  |
| 2.                   | «Harder Better Faster Stronger (Alive 2007)» (Extended)   | 4:43     |  |
| 3.                   | «Harder Better Faster Stronger (Alive 2007)» (Video Edit) | 3:25     |  |

### Posicionamiento en listas
| Listas (2007-2008)              | Mejor posición |
| ------------------------------- | -------------- |
| Australia (ARIA)                | 43             |
| Austria (Ö3 Austria Top 40)     | 58             |
| Bélgica (Flandes) (Ultratop 50) | 16             |
| Bélgica (Valonia) (Ultratop 50) | 17             |
| Francia (SNEP)                  | 19             |
| Suiza (Schweizer Hitparade)     | 50             |